# Metropolia di Chio, Psara e Oinousses

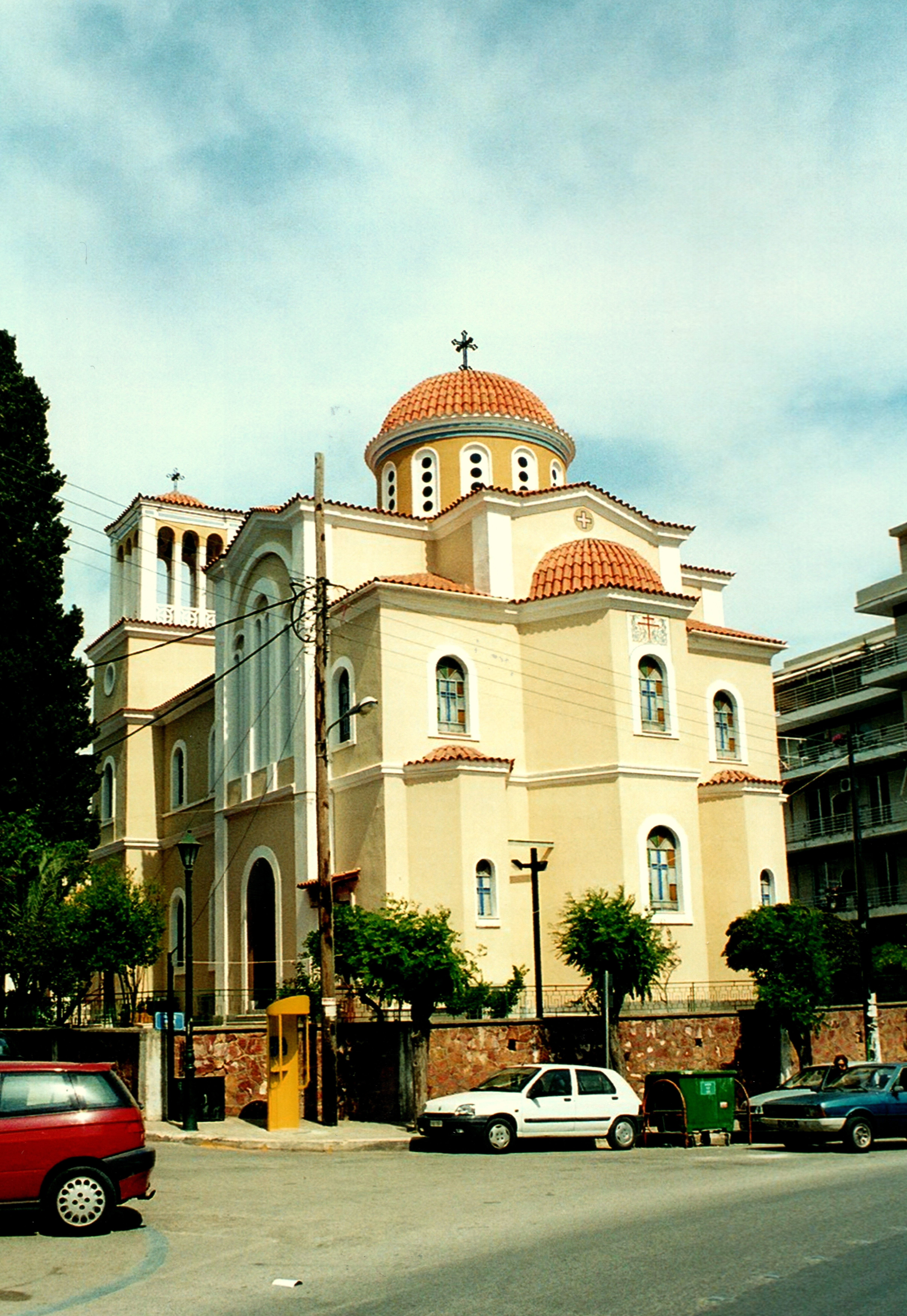
La cattedrale dei Santi Mena, Vittore e Vincenzo.

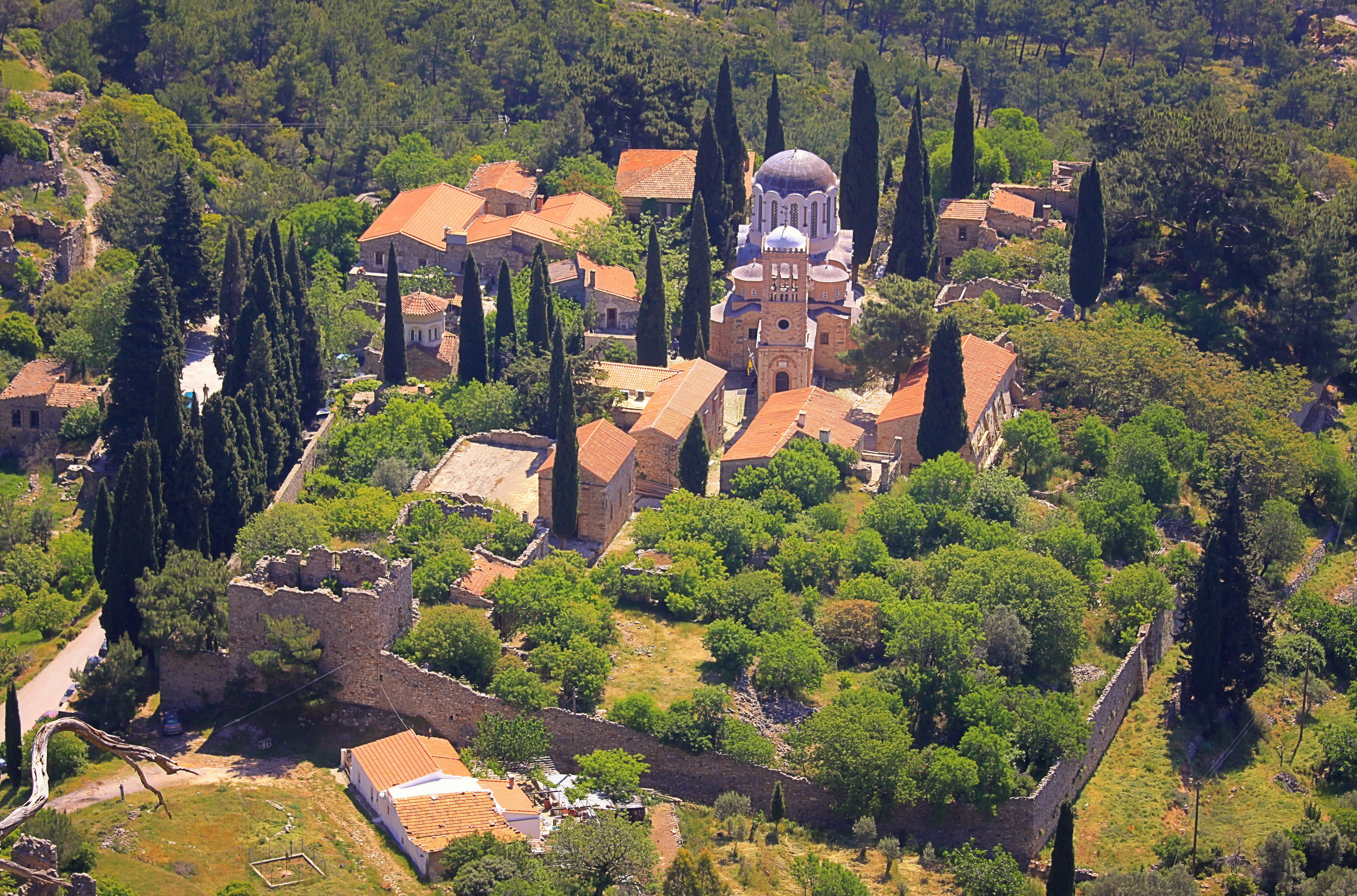
Il monastero di Nea Moni nel villaggio di Karyés sull'isola di Chio.

La metropolia di Chio, Psara e Oinousses (in greco: Ιερά Μητρόπολις Χίου, Ψαρών και Οινουσσών; Ierá Mitrópolīs Chiou, Psarov kai Oinousson) è una diocesi del patriarcato ecumenico di Costantinopoli, pastoralmente affidata alla Chiesa di Grecia, con sede a Chio, sull'isola omonima, dove si trova la cattedrale dei Santi Mena, Vittore e Vincenzo.
Dall'8 ottobre 2011 il metropolita è Marco Vasilakis.

## Territorio
La metropolia comprende le isole di Chio, Psara, Antipsara e l'arcipelago delle isole Oinousses.
Sede del metropolita è la città di Chio, dove si trova la cattedrale dei Santi Mena, Vittore e Vincenzo.
Sul territorio della metropolia si trovano numerosi monasteri ortodossi, 10 maschili e 14 femminili.
Dal punto di vista canonico, la metropolia fa parte del patriarcato ecumenico di Costantinopoli. Tuttavia, trovandosi in territorio greco, la gestione pastorale è affidata alle cure dell'arcivescovo di Atene e della Chiesa di Grecia.

## Storia
Chio è stata sede di un'antica diocesi, documentata a partire dal V secolo, con il vescovo Entrechio, che fece parte del gruppo di vescovi che, nel 431, non poterono raggiungere Efeso per la celebrazione del concilio, ma che scrissero una lettera a Cirillo d'Alessandria, garantendo a lui e al suo partito pieno appoggio e sostegno.
La diocesi di Chio è documentata nelle Notitiae Episcopatuum del patriarcato di Costantinopoli, dapprima come suffraganea della metropolia di Rodi, e poi, dal XIV secolo, come sede metropolitana senza suffraganee. Secondo la  Prosopographisches Lexikon der Palaiologenzeit, Neofito è il primo metropolita noto di Chio, tra il 1364 e il 1368.
Nel 1346 Chio divenne un possedimento stabile della repubblica di Genova, che vi istituì una diocesi di rito latino. In questo periodo e fino alla conquista ottomana nel 1566, non sono più noti vescovi ortodossi di Chio, a causa delle imposizioni genovesi che vietarono ai pochi vescovi nominati dal patriarca di prendere possesso della loro sede.Con la conquista turca nella seconda metà del XVI secolo, la locale Chiesa ortodossa poté riprendere le sue attività.
Nel 1912 l'isola fu liberata dal dominio ottomano ed entrò a far parte dello stato greco, pur continuando a far parte del patriarcato di Costantinopoli.
In seguito alla guerra greco-turca (1919-1922) e alla conseguente catastrofe dell'Asia Minore, molti rifugiati greci dall'Anatolia si riversarono sull'isola di Chio e su quelle adiacenti. Il repentino aumento del numero dei fedeli portò il Santo Sinodo del patriarcato ad erigere, nella parte settentrionale dell'isola, una nuova metropolia, con sede a Kardamyla, che tuttavia ebbe vita breve, in quanto venne soppressa e riunita a Chio già nel 1933.

## Cronotassi
- Entrechio † (menzionato nel 431)[9]
- Trifone † (prima del 448 - dopo il 458)[10]
- Giovanni † (circa 558 - circa 566/568 deceduto)[11]
- Giorgio † (menzionato nel 681)[12]
- Pietro † (VIII secolo)[13]
- Teofilo † (menzionato nel 787)[14]
- Anonimo † (menzionato tra l'821 e l'826)[15]
- Costantino † (X/XI secolo)[16]
- Nicola † (XI secolo)[17]
- Paolo ? † (tra il 1289 e il 1293)[18]
- Anonimo † (menzionato nel 1315)[19]
- Neofito † (circa 1364 - poco prima del 1368)[7]
- Dionisio † (prima del 1548)
- Gabriele † (menzionato nel 1575)
- Metrofane † (circa 1575)
- Ippolito † (settembre 1576 - 1593 deposto)
- Simeone † (maggio 1593 - 1610 deceduto)
- Isaia † (1610 - 1612)
- Neofito † (? - 1617)
- Ignazio † (1617 - 4 ottobre 1634 dimesso)
- Matteo † (4 ottobre 1634 - ?)
- Cirillo † (? - novembre 1639 interdetto)
- Partenio † (novembre 1639 - ?)
- Geremia † (febbraio 1641 - ?)
- Gabriele † (? - 1652)
- Partenio † (1652 - 1655 deposto) (per la seconda volta)
- Gabriele † (1655 - 1656) (per la seconda volta)
- Daniele † (circa 1656)
- Neofito † (settembre 1656 - luglio 1657)
- Gerasimo † (luglio 1657 - marzo 1658 dimesso)
- Teofane † (30 marzo 1659 - agosto 1662 deposto)
- Neofito † (1662 - ?) (per la seconda volta)
- Gerasimo † (1674 - 1676)
- Ignazio † (menzionato nel 1684)
- Gennadio † (? - 31 maggio 1696)
- Gregorio † (1696 - 1714)
- Gerasimo † (? - 20 agosto 1714 deposto)
- Daniele † (dicembre 1726 - febbraio 1734)
- Dionisio † (1746 - 1763)
- Niceforo † (1763 - ?)
- Gabriele † (maggio 1779 - 1º maggio 1789)
- Platone Fragiadis † (? - marzo 1822 deceduto)
- Daniele Kontoudis † (1823 - 1827)
- Gregorio Konstantinidis † (1829 - agosto 1837 eletto metropolita di Bizia e Medea)
- Cosma † (agosto 1837 - 28 maggio 1839 deceduto)
- Sofronio † (29 giugno 1839 - 27 settembre 1855 eletto metropolita di Amasea)
- Gregorio Konstantinidis † (27 settembre 1855 - 9 aprile 1856 deceduto) (per la seconda volta)
- Neofito Kafes † (17 aprile 1856 - 24 dicembre 1860 eletto metropolita di Kassandra)
- Gregorio Pavlidis † (25 dicembre 1860 - 24 agosto 1877 eletto metropolita di Serres)
- Ambrogio Konstantinidis † (24 agosto 1877 - 24 agosto 1881 eletto metropolita di Nicopoli)
- Ambrogio Christidis † (26 agosto 1881 - 22 luglio 1887 eletto metropolita di Iconio)
- Costantino Deligiannis † (22 luglio 1887 - luglio 1909)
- Gerolamo Gorgias † (9 luglio 1909 - 8 febbraio 1931)
- Policrate Barvakis † (12 febbraio 1931 - 28 novembre 1933 dimesso)
- Gioacchino Stroubis † (28 novembre 1933 - 26 settembre 1946 dimesso)
- Pantalemone Fostinis † (26 settembre 1946 - 12 marzo 1962 deceduto)
- Paolo Polimeropoulos † (21 novembre 1965 - 18 ottobre 1966 deceduto)
- Crisostomo Yalouris † (25 giugno 1967 - 29 novembre 1978 deceduto)
- Niceforo Tsifopoulos † (28 gennaio 1979 - 15 maggio 1979 deceduto)
- Dionisio Bayraktaris † (11 novembre 1979 - 17 luglio 2011 deceduto)
- Marco Vasilakis, dall'8 ottobre 2011